# Saint-Paul-sur-Isère
Saint-Paul-sur-Isère è un comune francese di 612 abitanti situato nel dipartimento della Savoia della regione dell'Alvernia-Rodano-Alpi.

## Società

### Evoluzione demografica
Abitanti censiti